# Schottwien
Schottwien je město v okrese Neunkirchen v Dolním Rakousku. Žije zde 660 obyvatel.

## Geografie
Schottwien leží v Industrialviertel (Průmyslová čtvrť) v Dolním Rakousku. Výměra katastru činí 12,4833 km². Kolem 72 procent plochy katastru je zalesněno. Obec se skládá z katastrálních území Göstritz, Greis und Schottwieb.

## Historie
V antice patřila oblast pod provincii Noricum. Leží v Dolním Rakousku, ve kterém sdílí obdobné dějiny jako jsou dějiny Rakouska.
Již od roku 1287 leží obec v soutěsce obklopené horami Grasberg, Otter, Sonnwendstein a Eselstein. Obec je historicky velmi zajímavá. Na 16 tabulích jsou označeny výrazně zajímavé domy a stavby. V horní části obce je poutní místo "Marie chráněná".

### Kostel sv. Víta
Farní kostel zasvěcený svatému Vítu a jeho čtrnácti pomocníků. Nynější stavba pochází ze 14. až 15. století. Zasvěcení farního kostela svatému Vítu bylo v roce 1784.

### Panství Liechtensteinů
Kníže Johann Josef I. z Liechtensteina (1760–1836) v roce 1824 koupil panství o výměře 3460 ha.

### Kostel Marie ochránkyně
V Schottwien je také poutní kostel "Marie ochránkyně", který je od roku 1925 přičleněný pod klášter passionistů.

### Obyvatelstvo
Podle sčítání obyvatelstva v roce 2001 bylo zde 714 obyvatel. V roce 1991 měl městys 685 obyvatel, 1981 744 a v roce 1971 895 obyvatel.

## Hospodářství a infrastruktura
Nezemědělských pracovišť bylo v roce 2001 39, zemědělských a lesních provozů bylo v roce 1999 25. Počet výdělečně činných v místě bydliště podle sčítání obyvatel v roce 2001 bylo 307, což činilo 44,1 %.